# Sacra Famiglia con le tre lepri
La Sacra Famiglia con le tre lepri è una xilografia (39,5x28,5 cm) di Albrecht Dürer, databile al 1498 e conservata, tra le migliori copie esistenti, nella Staatliche Kunsthalle di Karlsruhe.

## Storia
L'opera, siglata col monogramma dell'artista in basso al centro, risale al 1498, quando l'artista lavorava a Norimberga come incisore.

## Descrizione e stile
In un paesaggio che si perde in lontananza, Maria tiene in mano il Bambino come per mostrarlo allo spettatore, mentre Giuseppe, vestito come un paesano nordico, veglia un po' indietro, sulla destra. In basso si vedono le tre lepri che danno il nome alla composizione, una delle quali sembra cercare ricovero presso la "pietra" di Cristo, mentre in alto due angeli in volo reggono la corona sopra Maria, un motivo derivato dalla pittura fiamminga.
Il tema è pressoché identico a quello della Sacra Famiglia con la libellula, ma con alcuni progressi. Nonostante la riconoscibile predilezione per il movimento esasperato delle pieghe, le figure hanno una decisa monumentalità.  Quello che costituisce una novità per l'arte xilografica sono il ricco sfondo paesaggistico e le piante disegnate accanto o sopra il sedile erboso.